# Ейнслі (озеро)
Озеро Ейнслі Lake Ainslie — найбільше природне прісноводне озеро на Кейп-Бретоні. Південно-західна річка Марґарі починається від озера і впадає в затоку Святого Лаврентія. За розмірами озеро приблизно 20 км завдовжки і коло 5 км завширшки.
Воно утворилося в час плейстоцену, приблизно два мільйони років тому, коли льодовикова морена заблокувала стік з долини озера Лох-Бан. Його геологічну основу становлять головним чином осадові відкладення формацій Гортон і Віндзор, які датуються приблизно 350 мільйонами років.
Навколо озера гніздяться численні орлани білоголові. Озеро було назване на честь Джорджа Роберта Ейнслі, лейтенанта-губернатора острова Кейп-Бретон з 1816 до 1820 року, коли Кейп-Бретон став частиною Нової Шотландії.